# Sozialmanagement
Sozialmanagement ist das Management von Organisationen/Unternehmen der Sozialwirtschaft und Non-Profit-Bereichen, z. B. Kommunalverwaltungen, eines Wohlfahrtsverbands, eines Jugendamts, Vereins etc.
Die Aufgaben des Sozialmanagements wurden traditionell von Sozialarbeitern, Sozialpädagogen, Pädagogen, Psychologen ohne weitere Managementkenntnisse oder von Juristen und Betriebswirten – oft ohne näheren Bezug zum Sozialbereich – wahrgenommen. Als eigenständigen Berufstitel auf Universitäts- und Hochschulebene gab es den Diplom-Sozialwirt. Sozialmanagement verknüpft Management mit sozialpädagogischem und psychologischem Wissen. Das Sozialmanagement wurde in den 1980er Jahren thematisiert und bezog sich damals auf Fragen der personenorientierten Führung, Motivation und Zielsetzung.

## Begriff
Im heutigen Verständnis beinhaltet Sozialmanagement alle Managementfunktionen, die für das Management von sozialen und/oder Non-Profit-Organisationen notwendig sind. Aus der Betriebswirtschaftslehre werden Finanzierung sozialer Organisationen, Leitbild- und Konzeptentwicklung, Öffentlichkeitsarbeit, Public Relations, Stadt- und Sozialmarketing, Organisationsentwicklung, Personalentwicklung, Personalführung, Projektmanagement, Qualitätsentwicklung und andere Teildisziplinen des Managements übernommen.
Im Gegensatz zum Management in anderen Wirtschaftsbereichen (z. B. Sportmanagement oder Medienmanagement) berücksichtigt das Sozialmanagement zahlreiche Besonderheiten von Organisationen des Sozialbereichs: den Dienstleistungscharakter der Sozialunternehmen, die Besonderheiten von Non-Profit-Organisationen und insbesondere der Wohlfahrtspflege, die enge Einbindung in das Recht sowie den Charakter der Dienstleistungen als meritorische Güter. Mit zunehmender Verbreitung privatgewerblicher Anbieter wird Sozialmanagement auch als Management der Unternehmen der Sozialwirtschaft bezeichnet. Vor diesem Hintergrund lässt sich Sozialmanagement auch als sogenannte Spezielle Betriebswirtschaftslehre für Sozialbetriebe bzw. -unternehmen begreifen.
Von manchen Autoren wird Sozialmanagement auch als Management unter besonderer Berücksichtigung des Menschen und der menschlichen Beziehungen im Sinne eines Personalwesens verstanden. Dieses Verständnis bezieht sich jedoch nicht spezifisch auf Organisationen des Sozialwesens.
Der Ansatz des systemischen Sozialmanagements berücksichtigt besonders die Aspekte Emotionen, Sinn und Beziehungen, weil bei der Erbringung sozialer Dienstleistungen die Gestaltung professioneller empathischer und vertrauensvoller Beziehungen zu den Leistungsempfängern im Vordergrund steht. Systemisches Sozialmanagement geht davon aus, dass Mitarbeitende nur dann uneingeschränkt wertschätzend und empathisch mit den Klienten in Beziehung treten können, wenn sich diese Werte auch in der Kultur des Umgangs zwischen Führung und Mitarbeitenden widerspiegeln.

## Ausbildung
Sozialmanagement wird auch als sozialwissenschaftliches Studium angeboten, das sich an Sozialarbeiter, Sozialpädagogen, Pädagogen und ähnliche Berufsgruppen richtet, die sich so für Managementaufgaben in sozialen Organisationen und Aufgaben des Managements in der Sozialwirtschaft und dem Öffentlichen Dienst qualifizieren. Das vier- bis fünfsemestrige Studium wird meist als postgradualer Studiengang angeboten und endet meist mit dem wissenschaftlichen Abschluss „Master of Arts“ oder „Master of Social Management MSM“. Im Hinblick auf die Studiermöglichkeiten fällt auf, dass ein grundständiges Studium des Sozialmanagements vor allem an Fachhochschulen möglich ist, während das Fach an Universitäten kaum verankert ist.
Neben der Möglichkeit eines Studiums können verschiedene Themen des Sozialmanagements auch berufsbegleitend in Form einer Weiterbildung erlernt werden. Der Caritasverband hat ein umfangreiches Weiterbildungsangebot zum Thema Sozialmanagement.

### Deutschland
Studiengänge in Sozialmanagement bieten in Deutschland beispielsweise folgende Lehrstätten an.
- Rheinischen Friedrich-Wilhelms-Universität Bonn.[2]
- Paritätische Akademie Berlin[3] in Kooperation mit der Alice Salomon Hochschule Berlin
- Duale Hochschule Baden-Württemberg Heidenheim.[4]
- SRH Fernhochschule[5]
- Hochschule Emden/Leer in Emden[6]
- Universität Vechta[7]
- Hochschule Nordhausen
- Hochschule Heilbronn in Künzelsau
- Hochschule Niederrhein in Mönchengladbach[8]
- Fachhochschule Münster[9]
- FOM bundesweit
- Fachhochschule Dresden
- Evangelische Hochschule für Soziale Arbeit in Dresden[10]
- Leuphana Universität Lüneburg[11]
- Führungsakademie für Kirche und Diakonie in Berlin[12]
- Ostfalia Hochschule für angewandte Wissenschaften in Wolfenbüttel[13]
- Evangelische Hochschule Nürnberg[14]
- Katholische Stiftungshochschule München[15]
- Westfälische Wilhelms-Universität Münster[16]

### Österreich
In Österreich existieren berufsbildende höhere Schulen, die sich auf Sozialmanagement spezialisiert haben. Es handelt sich um die HLW-Sozialmanagement, die in der Trägerschaft der Caritas sind. Diese Schulen sind  Privatschulen mit Öffentlichkeitsrecht. Schulen dieser Art befinden sich in Wien, Graz, Klagenfurt und Salzburg und können bereits von Schülern nach der Unterstufe absolviert werden.
Die FH Oberösterreich bietet am Standort Linz einen Studiengang Sozialmanagement an. Die Akademie für Sozialmanagement in Wien bietet berufsbegleitende Lehrgänge für Führungskräfte im Sozialbereich an.